# Celama flavomarginata
Celama flavomarginata är en fjärilsart som beskrevs av Rothschild 1916. Celama flavomarginata ingår i släktet Celama och familjen trågspinnare. Inga underarter finns listade i Catalogue of Life.